# Santamaria
Os Santamaria são uma banda musical portuguesa, de estilo eurodance, formada em 1998. A banda é originária de Santa Maria de Lamas, uma vila do norte de Portugal. Vendendo mais de 1 milhão de cópias, a banda já conquistou 21 discos de platina e dois de ouro. O grupo teve sempre muita popularidade pelo país. As músicas são na sua grande maioria destinadas à dança, havendo contudo algumas baladas. O nome Santamaria foi ideia de António e Filipa Lemos.

## Biografia
António Fernando de Sousa Lemos e Marlene Filipa de Sousa Lemos são irmãos e quando eram mais novos formaram um duo, "Tony e Marlene", tendo chegado a editar alguns álbuns.
A génese dos Santamaria estava feita em 1997 com a inclusão de Américo Luís Soares Marante. Juntando-se ainda as bailarinas e cantoras de apoio Diná Manuela Pinto Real e Yolanda. Esta última sairia pouco depois entrando Elisabete Magda de Oliveira Monteiro para o seu lugar..
O primeiro álbum do grupo saiu em Março de 1998, pela editora Vidisco, com o título Eu Sei, Tu És....
Em Abril do ano seguinte saiu o segundo álbum Sem Limite, também pela Vidisco, contendo um dueto com a cantora dinamarquesa Whigfield, numa versão, em português e em inglês, do tema "Happy Maravilha".
No final de Maio do ano 2000, ainda com edição Vidisco, saiu Voar.
No ano seguinte, 2001, é a vez de Reflexus, o quarto álbum sair com etiqueta Vidisco. Este trabalho teria uma edição especial com três temas extra e uma faixa interactiva com vário material incluindo letras de canções e "videoclips".
Também em 2001, receberam o Globo de Ouro para "Melhor Grupo" num ano em que estavam nomeadas bandas como os Xutos & Pontapés e os The Gift. .
Depois do lançamento de 4 Dance e atingindo os 5 anos consecutivos a editar novos álbuns, decidiram fazer uma pausa. A vocalista, Filipa Lemos, aproveitou para se casar e em 2004 foi mãe.
No ano de 2003 sai a compilação Boogie Woogie, pela Vidisco, com os maiores sucessos da banda e cinco novos temas. Este trabalho inclui um DVD com uma entrevista e todos os "videoclips" da banda.
Os Santamaria regressam com um novo álbum, 2Beat, foi um trabalho que entrou, na Primavera de 2005, directamente para o 6º lugar do Top Oficial da AFP, a tabela semanal dos 30 álbuns mais vendidos em Portugal.
Em 2006, depois de oito anos na Vidisco, mudam para a editora Espacial. É editado  8, o seu oitavo álbum  e sétimo álbum de estúdio. A sua anterior editora lança nesse ano uma nova compilação Hit Singles, acompanhada de um DVD com "videoclips".
Em 2007 lançam Elements, o nono álbum de estúdio,  que marca a entrada de DJ Lucana (ou Lucas Junior, ou Lucas Jr.), um produtor e teclista que já tinha colaborando por várias ocasiões com o grupo.

Em Junho de 2008, novamente pela Espacial, saiu Virtual o décimo álbum de estúdio. Na mesma altura a sua antiga editora , a Vidisco, lança mais uma compilação, Colecção Platina e mais tarde lança outra compilação, Colecção Romântica.

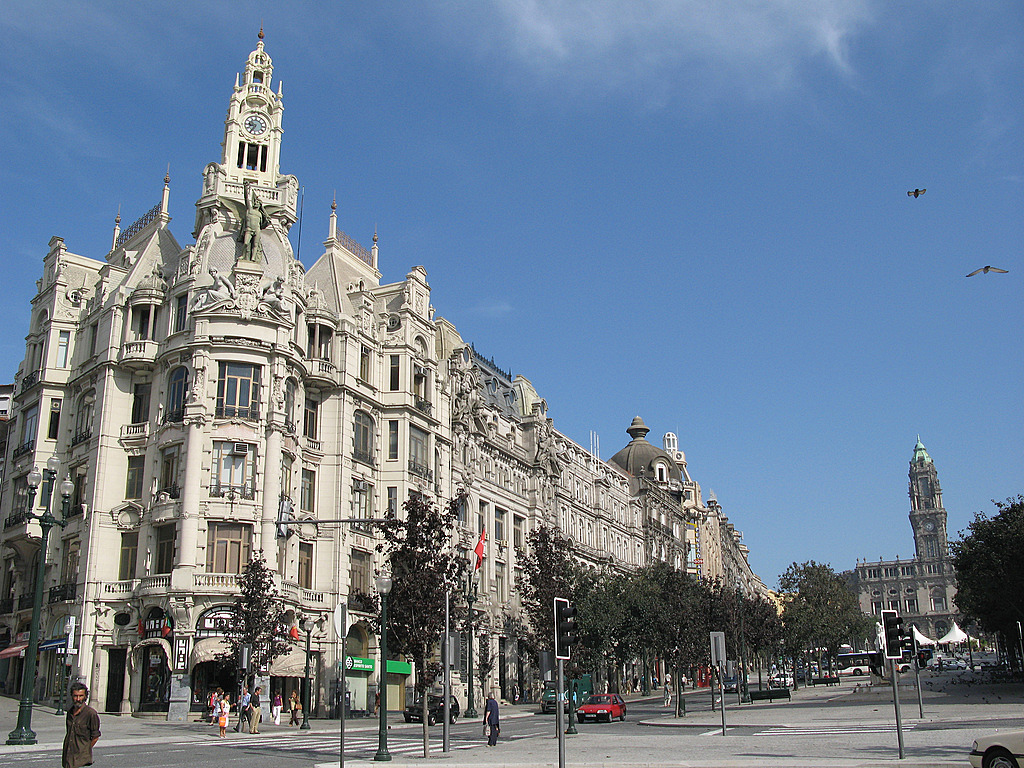
Avenida dos Aliados no Porto.

Completando neste ano de 2008, uma década de carreira, dão um concerto único no dia 8 de Agosto, na Avenida dos Aliados, em pleno centro do Porto, para mais de 20 mil pessoas com mais de hora e meia de espectáculo a ser editado ainda neste ano no DVD 10 Anos - Ao Vivo, um lançamento que inclui um CD.
Em 2009, saiu "Xplosion", o décimo primeiro álbum de estúdio. "Eu Sem Ti... (Alma Perdida)" foi o tema de apresentação do álbum. Músicas como "Na Alma Do Amor", "Vou Escrever O Que Perdi" e o 1ºsingle foram apresentadas ao vivo em canais portugueses.
"Play" é o décimo segundo álbum dos Santamaria e foi lançado em Junho de 2010. Entrou directamente para o 25º lugar do TOP Oficial da AFP. "Tudo de mim para ti" é o 1ºsingle e foi divulgado no Facebook oficial dos Santamaria uma semana antes do lançamento do álbum. "Só uma noite contigo" é o 2º single que conta com um videoclip apresentado um dia antes no Facebook oficial da banda.Quero Sentir teu Amor com participação de Lucas Júnior será o 3º single do álbum.
Em Novembro de 2011, Tony Lemos e Lucana anunciaram um novo single: "Let's Go To Afrika". O álbum seguinte intitulado "Let's Dance" chegaria em Março de 2012. Várias apresentações foram feitas deste single, uma delas na Gala Final de Ano da Casa dos Segredos 2,(Secret Story) da TVI.
"Let's Go To Afrika" obteve grandes posiçoes nacionais tendo estado 4 semanas consecutivas no programa TOP+ da RTP1; mais de 10.000 downloads feitos na iTunes Store e outros operadores).
No inicio de 2012 anunciam a saída de Diná Real e a entrada de Maria João Valente que pertencia ao grupo Just4Dance na altura do concerto "10 Anos" no Porto.
Em 30 de Novembro de 2013, a assinalar 15 anos de existência, escolheram o Coliseu do Porto para a gravação de um CD e DVD ao vivo.
Novo álbum e também novo single dos Santamaria em Março de 2015.
A 13 de outubro de 2020 Tony Lemos, compositor e um dos fundadores do grupo, faleceu. 
A 6 de Novembro de 2020 é lançado o tema "Amar, querer, acreditar" que obtém impacto na imprensa.
A 25 de Dezembro de 2020, é lançado um acústico disponível no canal de YouTube da banda.
A 26 de Junho de 2021, a banda apresenta-se ao vivo no Super Bock Arena, para o primeiro espectáculo após o início da pandemia de covid 19, bem como, após a precoce partida de Tony Lemos. O espectáculo encheu o recinto. 
A 16 de Julho de 2021, editam o álbum "Eterno", onde se encontra o single "Eu fui eu". O álbum entra para o top nacional de vendas.

## Integrantes

### Formação actual
- Filipa Lemos (vocalista) (11 de Agosto de 1979)[4]
- Luís Marante (teclados e guitarra) (10 de Fevereiro de 1981)[4]
- Maria João Valente (coro)  (1 de Julho de 1988)[4]
- Francisca Cunha (coro) (9 de Março de 1992)[4]
- Lucas Júnior (produtor e teclados)(24 de Agosto de 1973) também conhecido como DJ Lucana ou José Lucas Barbosa Soares.[1][2]Apesar de ter colaborado com o grupo em diversas ocasiões apenas surge nas capas dos discos a partir do álbum Elements, de 2007.

### Ex-integrantes
- Yolanda (bailarina)[4]
- Diná Real (bailarina)[4]
- Magda Monteiro (bailarina)[4]
- Tó Lemos (produtor e teclados e percussões) (3 de Janeiro de 1973-13 de outubro de 2020)[4] também referenciado como Tony Lemos.

### Alguns artistas convidados
- DJ Jashook fez 3 remisturas : "Eu sei, tu és...", do álbum Eu Sei, Tu És...; "Tudo p'ra te amar" para o álbum Sem Limite; e "A voar (em ti)" para o álbum Voar
- Whigfield no tema "Happy Maravilha", do álbum Sem Limite
- DJ Lucana (Lucas Júnior) é convidado para  a remistura de vários temas tais como: "A voar (em ti)" para o álbum Voar, "Quero ser", do álbum Reflexus, de "I want you anyway" do álbum 4 Dance , do tema "Já não tens nada a ver" para o álbum 8 e do tema (Só uma Noite Contigo) do álbum Play.
- O cantor Shila foi convidado para o tema "É Bom, És Tu!", do álbum Reflexus e Perdidos no Olhar, do álbum Play.

## Discografia

### Álbuns de estúdio
- Eu Sei, Tu És... (1998) - 3x Platina (120.000)[11]
- Sem Limite (1999) - 4x Platina (160.000)[11]
- Voar (2000) - 3x Platina (120.000)[11]
- Reflexus (2001) - 2x Platina (80.000)[11]
- 4 Dance (2002) - 1x Platina (40.000)[11]
- 2Beat (2005) - 2x Platina (80.000)[11]
- 8  (2006) - 3x Platina (60.000)[11]
- Elements (2007) - 3x Platina (60.000)[11]
- Virtual (2008) - 2x Platina (40.000)[11]
- Xplosion (2009)
- Play (2010)
- Let's Dance (2012)
- Gold (2015)
- Eterno (2021)

### Compilações
- Boogie Woogie (2003) (Vidisco) - CD + DVD   1x Or (20.000)[11]
- Inclui cinco inéditos: "Gosto de amar", "Tudo em ti tudo em mim", "Pedaços de tempo" e "Razão de ser (para te amar)".

- Hit Singles   (2006) (Vidisco) - CD + DVD  (10.000)[11]
- Inclui um inédito:  "Break my stride"

- Colecção Platina (2008) (Vidisco)[7]
- Colecção Romântica (2008) (Vidisco) [8]
- Sessão essencial (2011) (Vidisco)
- Essencial (2010) (Vidisco)
- Grandes êxitos dos Santamaria (2009) (Espacial)
- O Melhor (2014) (Vidisco)
- Coleção d´ouro (2012) (Vidisco)

## Videografia

### DVD
- 10 Anos - Ao Vivo (2008)  DVD + CD (Espacial) [9] - 2x Platina (40.000)
- 15 Anos - Ao Vivo (2014)  DVD + CD (Espacial)

Inclui o novo tema inédito "Já Não Sei De Ti (Versão estúdio)"

## Outros

### Prémios
- Em 2001, receberam o Globo de Ouro para "Melhor Grupo" [5]
- Em 2009, recebem o Prémio Romântica FM para "Melhor Grupo". 4Taste, Irmãos Verdades, Maxi e Per7ume eram os outros nomeados [carece de fontes?]
- Em 2010, foram galardoados no seu 12º Aniversário da Banda num evento de apoio à musica portuguesa. Dados desses pôde-se confirmar que todos os álbuns que lançaram chegaram a disco de ouro ou platina, o que dá no total uma venda de mais de 50.000 discos vendidos de cada álbum.